# Cunardo

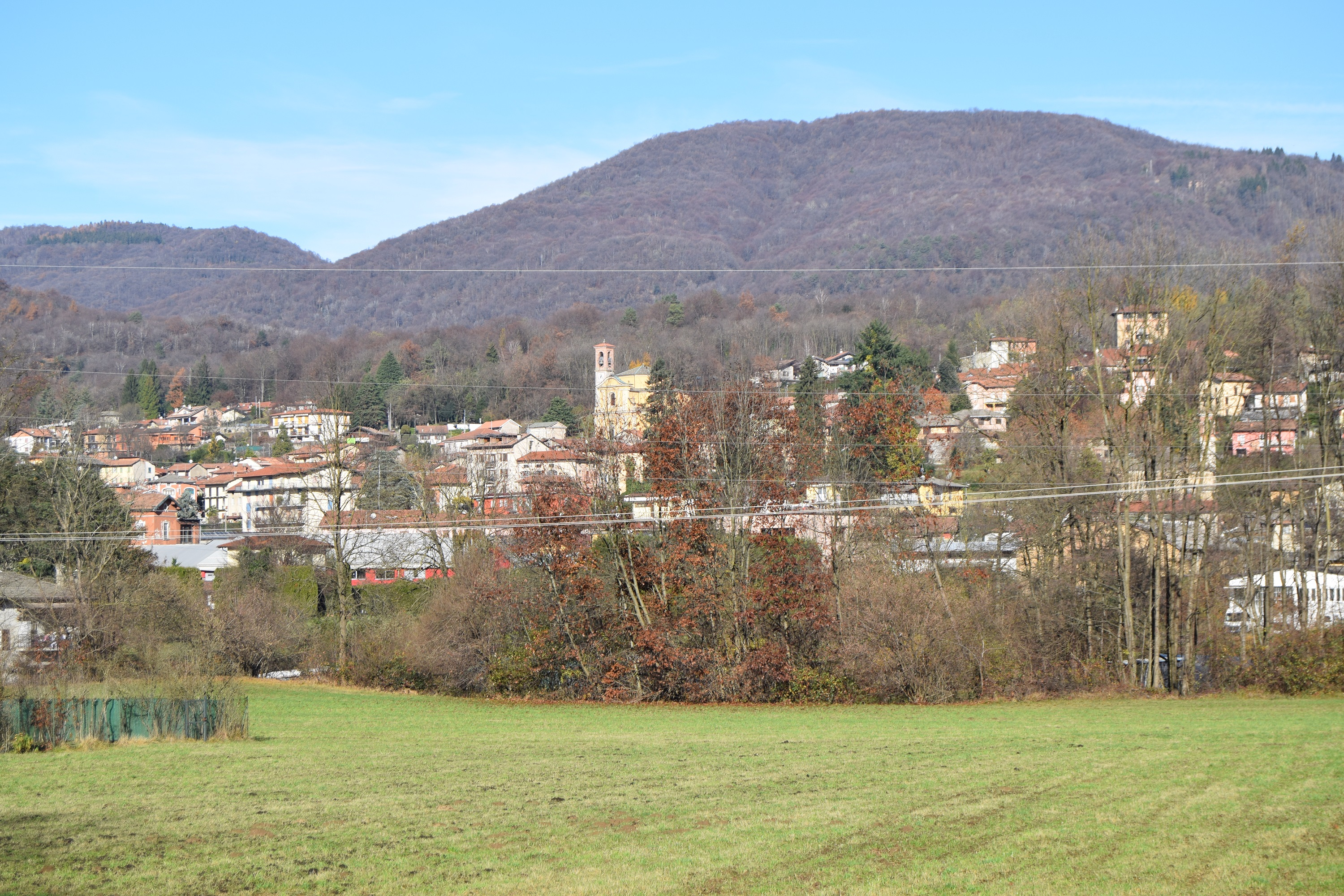
Cunardo

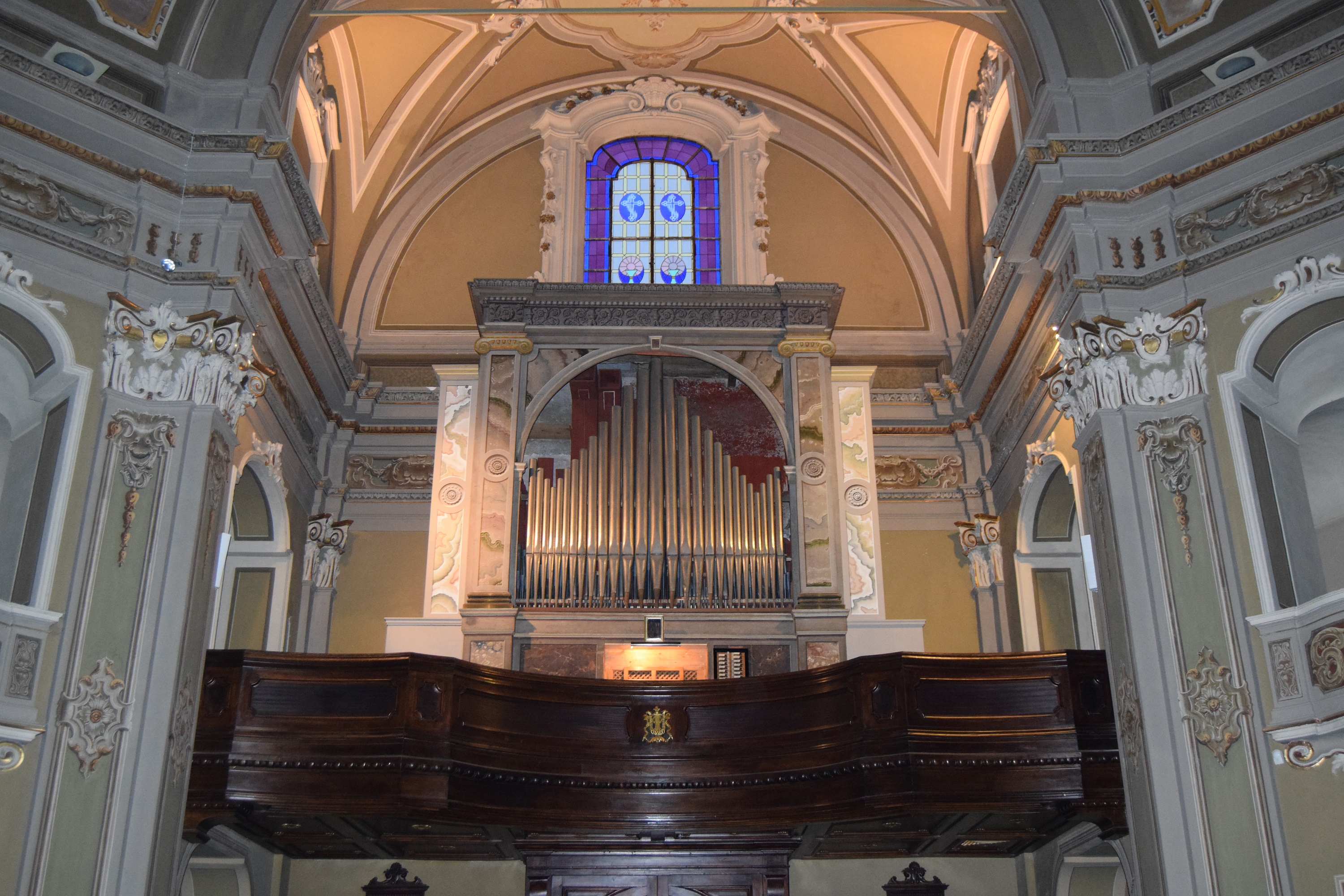
Kirche Sant’Abbondio, Orgel

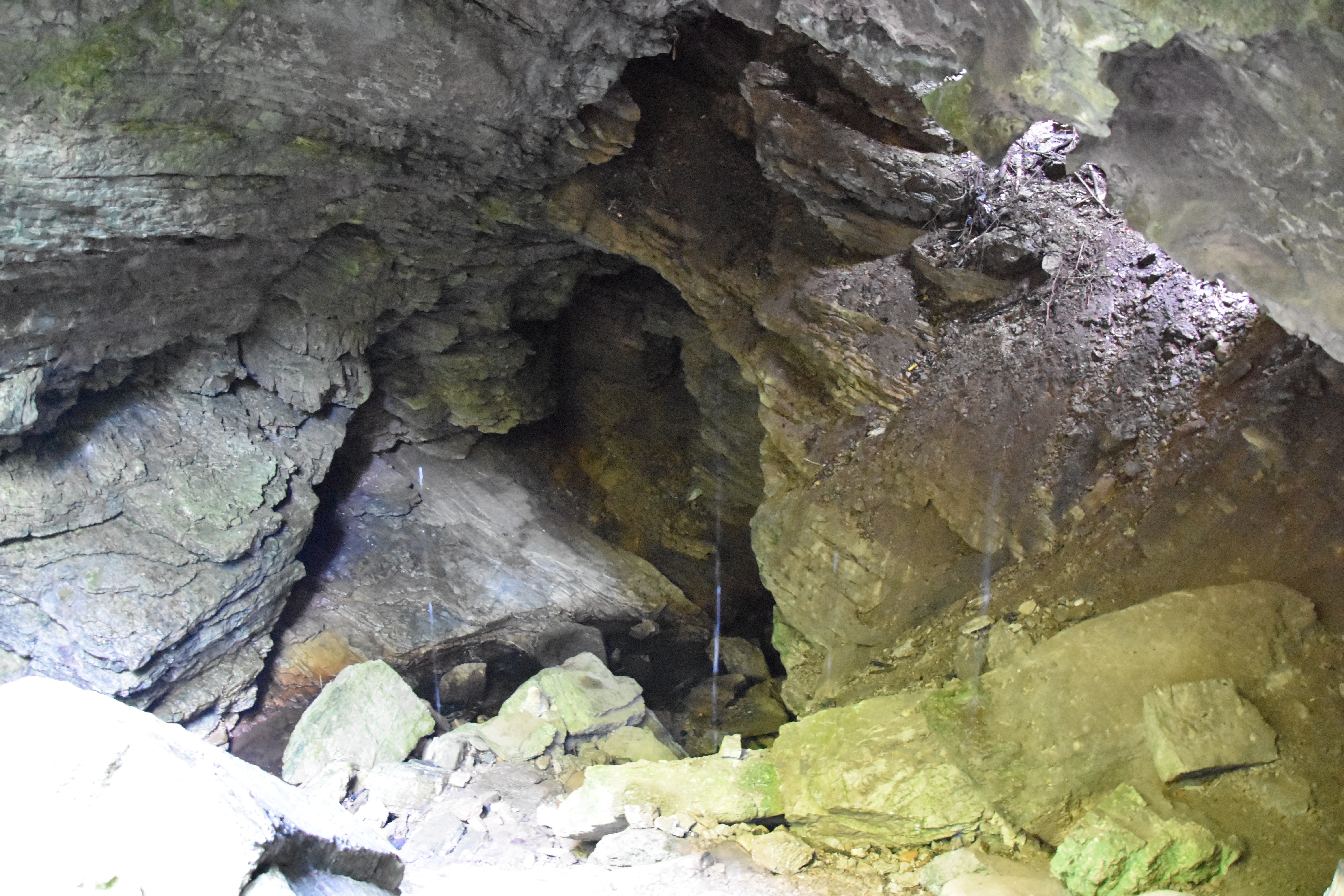
Orrido di Cunardo, Eingang zu dem Teil der Cunardo-Schlucht, der als „Antro dei morti“ (Abgrund der Toten) bekannt ist

Cunardo ist eine italienische Gemeinde (comune) in der Provinz Varese in der Region Lombardei.

## Geographie
Die Gemeinde liegt etwa 13,5 Kilometer nordnordwestlich von Varese am Margorabbia, der in die Olona mündet. Die bedeckt eine Fläche von 6,04 km². Zu Cunardo gehören die Fraktionen Camartino, Fornaci und Riano. Die Nachbargemeinden sind Bedero Valcuvia, Cugliate-Fabiasco, Ferrera di Varese, Grantola, Masciago Primo und Valganna.

## Geschichte
In der langobardischen Zeit entstand um 900 nach Christus am Monte Castelvecchio eine Siedlung. Früher gehörte Cunardo zum Lehen Val Travaglia, das schließlich 1438 an den Mailänder Herzog Filippo Maria Visconti fiel und 1438 dem Grafen von Locarno Franchino Rusca übertragen wurde. 1583 wurde die Familie Marliani Herrscher über das Gebiet.
Da es sich im 18. Jahrhundert um eine Gemeinde von geringem Interesse handelte, wurde die Verwaltung der Gemeinde ausschließlich vom Bürgermeister wahrgenommen, der die gewöhnliche Verwaltung durchführte, während er bei außergewöhnlichen Ereignissen von einer Gruppe von Bürgern unterstützt wurde. Im Jahr 1757 war die Gemeinde Teil der Pieve von Val Travaglia. Im Jahr 1786 wurde Cunardo Teil der Provinz Gallarate und später von Varese, nach dem österreichischen Edikt, das die österreichische Lombardei in acht Provinzen aufteilte. Im Jahr 1791 ging die Gemeinde an die Provinz Mailand über.
Während der napoleonischen Ära war Cunardo 1805 eine Gemeinde der Klasse III, wurde dann unterdrückt und von 1812 bis 1816 zu Marchirolo zusammengefasst, bis sie ihre Verwaltungsautonomie im Königreich Lombardo-Venetien wiedererlangte, die bis heute andauert. Der erste Gemeinderat wurde im Jahr 1821 gewählt.
Nach der vorübergehenden Vereinigung der lombardischen Provinzen mit dem Königreich Sardinien wurde die Gemeinde Cunardo mit 1.145 Einwohnern, die von einem 15-köpfigen Gemeinderat und einem 2-köpfigen Stadtrat verwaltet wird, auf der Grundlage der durch das Gesetz vom 23. Oktober 1859 festgelegten Gebietsaufteilung in das Mandamento V von Luino, Bezirk II von Varese, Provinz Como, eingegliedert. Bei der Gründung des Königreichs Italien im Jahr 1861 hatte die Gemeinde 1.151 Einwohner (Volkszählung 1861). Nach dem Gemeindegesetz von 1865 wurde die Gemeinde von einem Bürgermeister, einer Junta und einem Rat verwaltet. Im Jahr 1867 wurde die Gemeinde in denselben Bezirk, Kreis und dieselbe Provinz eingegliedert (Verwaltungsbezirk 1867). Im Jahr 1924 wurde die Gemeinde in den Bezirk Varese der Provinz Como eingegliedert. Nach der Gemeindereform von 1926 wurde die Gemeinde von einem Podestà verwaltet. Im Jahr 1927 wurde die Gemeinde der Provinz Varese zugeschlagen. Nach der Gemeindereform von 1946 wurde die Gemeinde Cunardo von einem Bürgermeister, einer Junta und einem Gemeinderat verwaltet.

## Bevölkerung
| Bevölkerungsentwicklung | Bevölkerungsentwicklung | Bevölkerungsentwicklung | Bevölkerungsentwicklung | Bevölkerungsentwicklung | Bevölkerungsentwicklung | Bevölkerungsentwicklung | Bevölkerungsentwicklung | Bevölkerungsentwicklung | Bevölkerungsentwicklung | Bevölkerungsentwicklung | Bevölkerungsentwicklung | Bevölkerungsentwicklung |
| ----------------------- | ----------------------- | ----------------------- | ----------------------- | ----------------------- | ----------------------- | ----------------------- | ----------------------- | ----------------------- | ----------------------- | ----------------------- | ----------------------- | ----------------------- |
| Jahr                    | 1751                    | 1805                    | 1853                    | 1881                    | 1901                    | 1921                    | 1951                    | 1971                    | 1991                    | 2001                    | 2011                    | 2021                    |
| Einwohner               | 443                     | 670                     | *1046                   | 1386                    | 1239                    | 1301                    | 1310                    | 2001                    | 2381                    | 2549                    | 2887                    | 2943                    |

- 1809 Fusion mit Marchirolo

## Sehenswürdigkeiten
- Pfarrkirche Sant’Abbondio (geweiht am 13. Juni 1779) mit Orgel von Ferdinando Arioli und Giovanni Franzetti von 1833; 1844 und 1894 von Mascioni Giacomo und Söhne der Firma Mascioni Orgelbau aus Cuvio restauriert
- Orrido di Cunardo (Cunardo-Schlucht)